# Achterdocht
Achterdocht is een hoorspel van Philip Levene. Suspicious Mind werd op 15 september 1957 door de BBC uitgezonden. De Süddeutscher Rundfunk zond het hoorspel reeds op 28 februari 1958 uit onder de titel Die geheimnisvolle Truhe. H. de Wolf vertaalde het en de AVRO zond het uit op donderdag 14 april 1966 (met een herhaling op donderdag 7 mei 1970). De regisseur was Dick van Putten. De uitzending duurde 56 minuten.

## Rolbezetting
- Mimi Boesnach (Ellen Ridgeway)
- Eva Janssen (Louise)
- Frans Somers (meneer Cooper)
- Willy Ruys (Prof. Galton)
- Rien van Noppen (Dr. Parker)
- Wam Heskes (de burgemeester)
- Jan Verkoren (de brigadier)
- Hans Karsenbarg (de postbode)
- Huib Orizand (de geheimzinnige stem)

## Inhoud
Miss Ellen Ridgeway, een beminnelijke oude dame, beschikt over een grote fantasie en een nog altijd levendige, door veel misdaadverhalen gescherpte geest. Als haar bovenbuur, de achtbare Mr. Cooper, op een dag een grote eiken koffer in huis haalt en zijn ziekelijke vrouwtje een verre reis laat maken, die haar voor altijd van haar lijden moet verlossen, krijgt Ellen een verschrikkelijke argwaan...